# (65313) 2002 JB80
(65313) 2002 JB80 est un astéroïde de la ceinture principale.
Il a été découvert le 11 mai 2002 par le programme LINEAR à Socorro.
Il a pour particularité d'être considéré comme un troyen potentiel du système Soleil-Cérès, au point L5.

## Compléments